# Getlink
Getlink, în trecut cunoscută ca Eurotunnel este o companie franco-engleză (Eurotunnel plc în Regatul Unit și Eurotunnel S.A. în Franța) care se ocupă cu administrarea tunelului pe sub Canalul Mânecii și operează trenurile navetă ce transportă automobile și camioane prin tunel.
Societatea a fost înființată la 13 august 1986, acționarii săi fiind, în părți egale, societățile France Manche și The Channel Tunnel Group. Datorită costurilor mai mari decât cele anticipate, compania a acumulat datorii foarte mari, care amenințau să o ducă la faliment.
De-a lungul timpului, compania a trecut prin mai multe reorganizări, ajungând ca în 2007 să obțină pentru prima oară profit. În martie 2009, compania a anunțat primele dividende din istoria sa, în valoare de 0,04 €/acțiune.